# Misärporr

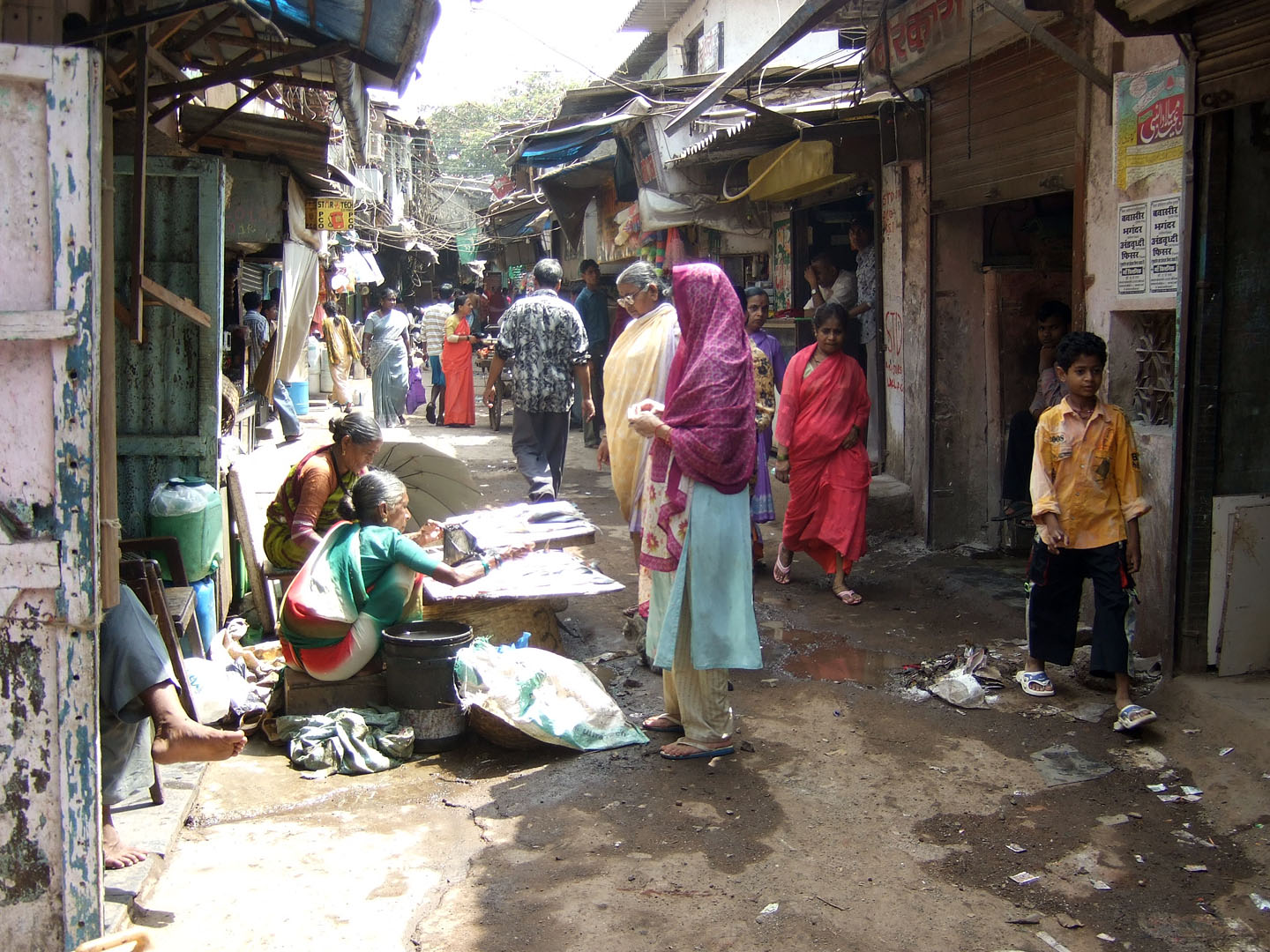
Slum i Dharavi i Bombay (Indien), som beskrevs i filmen Slumdog Millionaire.

Misärporr (efter misär och porr) är ett begrepp för massmediebeskrivningar som utnyttjar fattigas levnadsvillkor till att via ökad uppmärksamhet sälja fler lösnummer. Det kan också användas för att väcka medlidande i samband med välgörenhetskampanjer och dylika insamlingssammanhang. Fenomenet är en typ av socialporr – en vidare benämning för inträngande journalistisk uppmärksamhet av social utsatthet och olycka, ofta i underhållande syfte.
Misärporr definieras ibland som "all typ av massmediebeskrivning – skriven, fotograferad eller filmad – som utnyttjar fattigas levnadsvillkor till att generera tillräcklig sympati till att sälja lösnummer, öka gåvomängden till välgörenhet eller stöd till en viss fråga." Begreppet antyder att konsumenten av dessa massmediebeskrivningar motiveras på grund av "lägre instinkter". Det är också en term som kritiserar filmer som objektifierar fattiga människor i syfte att underhålla en mer privilegierad publik.

## Ursprung
Begreppet misärporr introducerades under 1980-talet, en era med ett antal stora och ofta internationella välgörenhetskampanjer. Den tidens välgörenhetskampanjer – inklusive Live Aid – använde sig ofta av känslosamma bilder av typen "undernärda barn med flugor i ögonen". Trots att vissa av kampanjerna blev mycket framgångsrika, räknat på insamlade medel, hävdade en del kritiker att marknadsföringen förenklade kronisk fattigdom; denna uppenbara sensationalism myntades därefter som misärporr (engelska: poverty porn – 'fattigdomsporr').
Termen misärporr (engelska: poverty porn) populariserades dock på allvar först senare. Detta inkluderar i en recension av filmen Ängeln på sjunde trappsteget, publicerad i december 1999 i nyhetsbrevet Need to Know. I recensionen förklarades inte termen, utan den användes som en redan etablerad term i beskrivningen av filmens utmålande av fattigdom som en "ponderous vomit-packed poverty porn" ('tung spyfylld fattigdomsporr').
På senare år har svenskans misärporr kommit till användning för att beskriva medieuppmärksamhet av bland annat 2015 års flyktingkatastrof, Black Lives Matter och influerares obalanserade publiceringar av andras olycka.

### Socialporr
Den vidare och äldre benämningen socialporr (socialpornografi) användes redan på 1960-talet, i samband med recensioner av svenska filmer med ambitionen att beskriva en social utsatthet eller underordning. Begreppet socialpornografi har även använts om delar av 1960- och 1970-talens filmproduktion i Finland.
Begreppet socialpornografi brukades i svenska politiska sammanhang bland annat 1981, vid sidan av formuleringar som "nödporr”, "rättegångsporr", "porr-porr" och "skandal-porr kring kända personer". Begreppet socialporr är även där en syftning på utnyttjande av någon annans olycka, med betydelsen hämtad från pornografins utnyttjande av/marknadsföring mot "lägre mänskliga instinkter". Även skildringar av olika missförhållanden inom den pornografiska branschen har kommit att beskrivas som socialpornografi.